# سلطان‌آباد (سرآب)
سلطان‌آباد یکی از روستاهای استان آذربایجان شرقی است که در دهستان ملایعقوب بخش مرکزی شهرستان سرآب واقع شده‌است.